# فرانسیس ییتس
فرانسیس ییتس (انگلیسی: Frances Yates; ۲۸ نوامبر ۱۸۹۹ – ۲۹ سپتامبر ۱۹۸۱) مقاله‌نویس، و مورخ اهل بریتانیا و عضو آکادمی آن کشور بود.